# 우산딩 진흙 화산
우산딩 진흙 화산(중국어: 烏山頂泥火山, 영어: Wushanding Mud volcano)은 타이완 남부 가오슝시에 위치한 이화산이다. 양뉴 연못, 완단 진흙 화산과 함께 타이완에서 가장 활동이 활발한 이화산으로 알려져 있다. 주봉에서는 분출이 거의 없고, 옆에 있는 분화구에서 간헐적 분출이 반복되고 있다. 대부분 분화구 안에서 진흙이 끓는 방식으로 분출한다. 때때로는 분수처럼 분출하기도 한다. 이 진흙 화산은 타이완의 가오슝시에서도 대표적인 관광지로 손꼽히는 장소이다.